# Megaselia semihyalina
Megaselia semihyalina är en tvåvingeart som beskrevs av Rudolf Beyer 1960. Megaselia semihyalina ingår i släktet Megaselia och familjen puckelflugor. Inga underarter finns listade i Catalogue of Life.